# Mademoiselle Clef de sol
 (octobre 2011).
Si vous disposez d'ouvrages ou d'articles de référence ou si vous connaissez des sites web de qualité traitant du thème abordé ici, merci de compléter l'article en donnant les références utiles à sa vérifiabilité et en les liant à la section « Notes et références ».
Mademoiselle Clef de sol est une émission de télévision québécoise pour enfants diffusée à partir de janvier 1981 sur TVJQ.
L'émission avait pour but de faire découvrir la musique aux enfants.  L'animatrice, Mademoiselle Clef de sol, était accompagnée par un pianiste qu'on ne voyait jamais (sauf dans la dernière émission), mais qui faisait la voix d'un immense bonhomme immobile et assurait l'ambiance musicale de l'émission. Lorsqu'il parlait ou jouait du piano, les yeux du personnage s'allumaient. 
À chaque émission, sept enfants (un pour chaque note de musique) étaient invités. Ils se présentaient à tour de rôle, puis le pianiste improvisait une petite mélodie avec leur nom, qu'ils devaient ensuite répéter en chantant. Mademoiselle Clef de sol leur apprenaient des chansons traditionnelles françaises telles que Jardinier et jardinière du roi, Bonjour ma cousine, Tous les légumes au clair de lune et Le vieux roi Choux. Certaines chansons s'accompagnaient d'une danse.
Au cours de l'émission, des musiciens et chanteurs de divers pays (dont le Liban, l'Irlande et le Pérou) venaient présenter un numéro musical, la plupart du temps en costume traditionnel. Dans la dernière émission, les enfants avaient tous apporté un instrument de musique pour présenter un numéro musical.